# Thyene vittata
Thyene vittata es una especie de araña saltarina del género Thyene, familia Salticidae. Fue descrita científicamente por Simon en 1902.
Habita en Etiopía y Sudáfrica.